# استیو جانسون
استیو جانسون (انگلیسی: Steve Johnson؛ زادهٔ ۷ فوریهٔ ۱۹۶۰) چهره‌پرداز اهل ایالات متحده آمریکا است. وی از سال ۱۹۸۰ میلادی تاکنون مشغول فعالیت بوده‌است. وی همچنین برندهٔ جوایزی همچون جوایز امی ساعات پربیننده شده‌است.